# Distrito histórico comercial del centro de Cullman
El Distrito histórico comercial del centro de Cullman es un distrito histórico ubicado en Cullman, Alabama, Estados Unidos. El distrito fue incluido en el Registro Nacional de Lugares Históricos en 1985.

## Historia
Cullman fue fundada en 1873 por John G. Cullmann, quien compró terrenos del Louisville and Nashville Railroad. La mayoría de los primeros edificios comerciales se construyeron con madera, y el primer edificio de ladrillo, un hotel y restaurante frente al depósito de L&N, se completó en 1881. La mayoría de los primeros edificios de madera se quemaron, incluido el C. A. Stiefelmeyer Storehouse en 1892, que fue reemplazado por el actual edificio Stiefelmeyer's. En 1910 se construyó una nueva oficina de correos, al mismo tiempo que se produjo un gran auge en la construcción. Después de una pausa durante la Primera Guerra Mundial, la construcción continuó en la década de 1920. 

## Descripción
La mayoría de las 58 propiedades contribuyentes del distrito son edificios de ladrillo de uno o dos pisos en estilos comerciales básicos, algunos influenciados por la escuela de Chicago. Las excepciones notables son algunas construcciones con estilo italianizante, neogótico y neoclásico.